# Ulysses Guimarães
Ulysses Silveira Guimarães GCC • GCIH (Rio Claro, 6 de outubro de 1916 – Angra dos Reis, 12 de outubro de 1992) foi um político e advogado brasileiro, um dos principais opositores à ditadura militar. Foi o presidente da Assembleia Nacional Constituinte de 1987–1988, que inaugurou a nova ordem democrática, após 21 anos sob a ditadura militar. Ulysses nasceu na vila de Itaqueri da Serra, atual distrito do município de Itirapina, que à época era parte do município de Rio Claro no interior do estado de São Paulo.
Foi presidente da Câmara dos Deputados em duas ocasiões distintas e também candidato à presidência da República na eleição de 1989. Inicialmente, apoiou o golpe de 1964, contra o presidente João Goulart, mas logo passou à oposição e passou a lutar pela volta da democracia. Com a instauração do bipartidarismo (1965), filiou-se ao Movimento Democrático Brasileiro (MDB), do qual seria vice-presidente e, depois, presidente. À frente do partido, participou de todas as campanhas pelo retorno do país à democracia, inclusive a luta pela anistia ampla geral e irrestrita. Com o fim do bipartidarismo (1979), o MDB converteu-se em Partido do Movimento Democrático Brasileiro (PMDB), do qual seria presidente nacional.
Ao lado de Tancredo Neves, Orestes Quércia, Leonel Brizola, Mario Covas, Fernando Henrique Cardoso, Luiz Inácio Lula da Silva e Franco Montoro, Ulysses liderou novas campanhas pela redemocratização, como a das eleições diretas, popularmente conhecidas pelo slogan Diretas Já. Ulysses morreu em um acidente aéreo de helicóptero no litoral de Angra dos Reis, sul do estado do Rio de Janeiro, e seu corpo nunca foi encontrado.

## Biografia

### Infância e juventude
Filho de Ataliba Silveira Guimarães e de dona Amélia Correia Fontes, Ulysses nasceu na vila de Itaqueri da Serra, hoje distrito do município de Itirapina, que à época era parte do município de Rio Claro, no interior paulista. Foi casado com dona Ida de Almeida (conhecida como "Mora"), já viúva e mãe de dois filhos pequenos, Tito Enrique e Celina Ida.
Teve uma vida acadêmica ativa, participando do Centro Acadêmico XI de Agosto e exercendo a vice-presidência da União Nacional de Estudantes (UNE). Bacharelou-se em Ciências Jurídicas e Sociais, pela Faculdade de Direito da Universidade de São Paulo (USP).

### Vida profissional
Foi professor durante vários anos na Faculdade de Direito da Universidade Presbiteriana Mackenzie, onde veio a se tornar professor titular de Direito Internacional Público. Lecionou ainda Direito Municipal na Faculdade de Direito de Itu, e Direito Constitucional na Instituição Toledo de Ensino em Bauru, onde também atuou como diretor desta instituição. Exerceu profissionalmente a advocacia, especializando-se em Direito Tributário.
No Santos Futebol Clube, Ulysses Guimarães se associou em 10 de janeiro de 1941. Em 1942, foi nomeado diretor-presidente da subsede em São Paulo do clube, cargo que voltou a ocupar em 1945. Foi eleito deputado estadual, por São Paulo, à Constituinte de 1947, na legenda do Partido Social Democrático (PSD). A partir deste momento, não deixaria mais a política, elegendo-se deputado federal pelo Estado, por onze mandatos consecutivos, de 1951 a 1995 (não tendo terminado o último mandato). O primeiro discurso político ocorreu na década de 1940, à sombra de uma figueira no Distrito de Itaqueri da Serra, município de Itirapina, Estado de São Paulo, sua verdadeira terra natal, já que na época do nascimento todas as pessoas lá nascidas eram registradas em Rio Claro, que era então a sede do município.
A 17 de Maio de 1958 foi agraciado com a Grã-Cruz da Ordem Militar de Cristo de Portugal.
Assumiu a pasta do Ministério da Indústria e Comércio no gabinete Tancredo Neves, durante a curta experiência parlamentarista brasileira (1961–1962). Apoiou, inicialmente, o golpe contra João Goulart, tendo inclusive participado da polêmica Marcha da Família com Deus pela Liberdade em São Paulo, mas logo passou à oposição. Com a instauração do bipartidarismo (1965), filiou-se ao Movimento Democrático Brasileiro (MDB), do qual seria vice-presidente e, depois, presidente. Foi presidente do Parlamento Latino-Americano, de 1967 a 1970.

### Luta pela abertura política

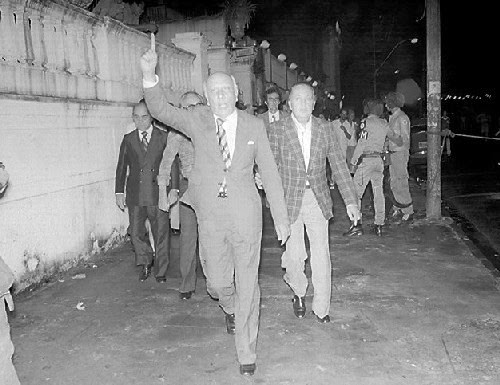
Ulysses Guimarães enfrenta soldados da ditadura em 1978.

Em 1973, lançou sua anticandidatura simbólica à Presidência da República como forma de repúdio à ditadura militar, tendo como vice o jornalista e ex-governador de Pernambuco, Barbosa Lima Sobrinho.
Em 29 de novembro de 1976, no Plenário Tiradentes da Assembleia Legislativa de São Paulo, fundou a Ordem dos Parlamentares do Brasil (O.P.B.), uma Associação de Classe, sem vínculos partidários, religiosos ou sociais, da qual é Patrono.
À frente do partido, participou de todas as campanhas pelo retorno do país à democracia, inclusive a luta pela anistia ampla, geral e irrestrita. Com o fim do bipartidarismo (1979), o MDB converteu-se em Partido do Movimento Democrático Brasileiro (PMDB), do qual seria presidente nacional.

## Ativismo político

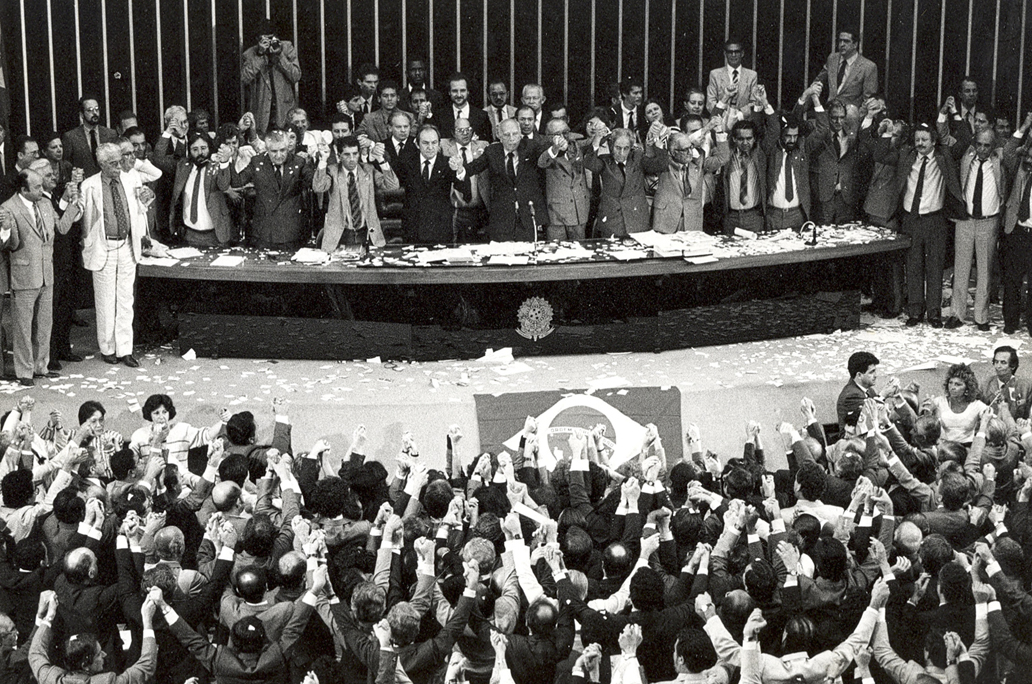
Ulysses Guimarães no dia da Promulgação da Constituição de 1988

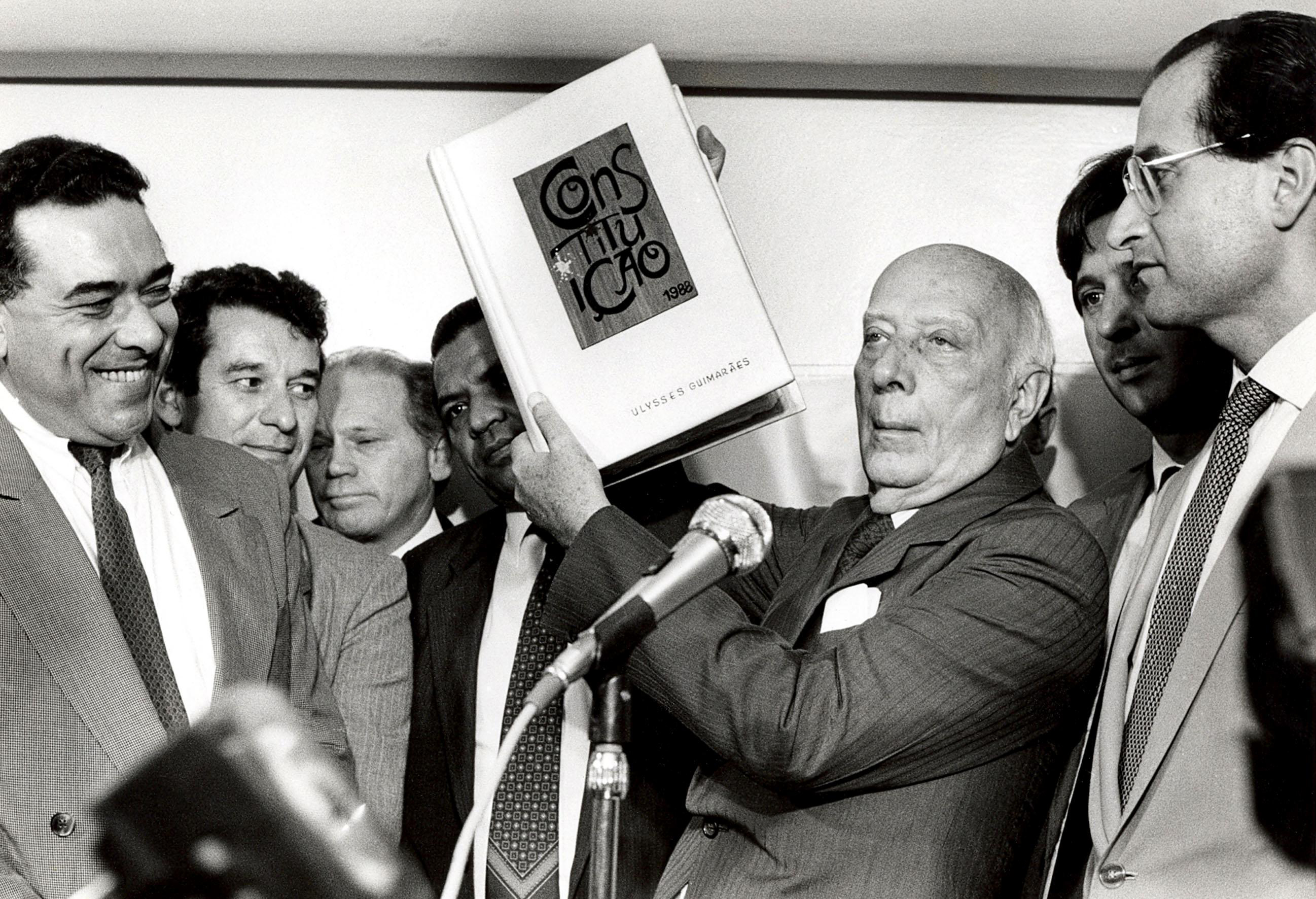
Ulysses segurando uma cópia da Constituição de 1988.

Com nomes como Tancredo Neves, Orestes Quércia, Mario Covas, Fernando Henrique Cardoso, Luiz Inácio Lula da Silva e Franco Montoro, Ulysses liderou novas campanhas pela redemocratização, como a das eleições diretas, popularmente conhecidas pelo slogan Diretas Já. Ulysses Guimarães quase foi o candidato a presidente da República em 1985 pelo PMDB, quando as eleições foram realizadas no colégio eleitoral. As articulações políticas da época acabaram levando à eleição de uma chapa "mista", com Tancredo Neves como candidato a presidente pelo PMDB e o candidato a vice José Sarney, do PFL.
Exerceu a presidência da Câmara dos Deputados em três períodos (1956–1957, 1985–1986 e 1987–1988); presidindo a Assembleia Nacional Constituinte, em 1987–1988. A nova Constituição, na qual Ulysses teve papel fundamental, enfim foi aprovada em 5 de outubro de 1988, tendo sido por ele chamada de Constituição Cidadã, pelos avanços sociais que incorporou no documento.
No ano de 1986, esteve pela última vez em Itaqueri da Serra, onde nasceu, inaugurando o asfaltamento da rodovia vicinal que leva seu nome, ligando as cidades de Itirapina a São Pedro. Em 1º de fevereiro de 1987, tomou posse como presidente da Assembleia Nacional Constituinte, responsável por estabelecer nova Constituição democrática para o Brasil após 21 anos sob Ditadura militar. Como presidente da Câmara dos Deputados, Ulysses era o substituto do Presidente Sarney e assumiu várias vezes a presidência, sendo o primeiro paulista a fazê-lo desde que Ranieri Mazzilli assumira a presidência em 1964. A 21 de Novembro de 1987 foi agraciado com a Grã-Cruz da Ordem do Infante D. Henrique de Portugal. Devido à sua grande popularidade, candidatou-se à Presidência da República, na sigla do PMDB, nas eleições de 1989.
Os acervos do Conselho Nacional de Segurança, da Comissão Geral de Investigações (CGI) e do próprio Serviço Nacional de Informações (SNI), revelam que o então deputado Ulysses Guimarães foi alvo de investigação, mesmo no período de redemocratização do país, enquanto dirigia a Câmara e a Assembleia Nacional Constituinte e o PMDB. A avaliação registrada em 1987, afirmava que Ulysses poderia causar crise partidária entre os aliados. Um dos fatos descritos em documentos de março de 1987 é o início das negociações para a indicação do líder do partido na Constituinte sendo um dos candidatos Mário Covas, que contava com a simpatia do SNI, mas não de Ulysses.
Em 1989, como candidato a presidente do Brasil recebeu 4,74% dos votos, ganhando em 98 municípios no país tendo Lajedão-BA como o seu município mais votado com 65,52% dos votos. Em 1990, foi reeleito deputado. Ulysses também não disputou a presidência da Câmara e perdeu a presidência do PMDB para Orestes Quércia. Seu prestígio foi retomado em 1992, durante o impeachment do presidente Fernando Collor de Mello. Ulysses foi um dos responsáveis por um dos principais golpes sofridos por Collor. Pedia abertamente que a votação do impeachment no Congresso não fosse secreta.
Em 22 de junho de 1992 apresentou a Pl nº 2.938 que posteriormente foi sancionada como a lei nº 8.906/1994, criando assim o Estatuto e Código de Ética e Disciplina da OAB, o que gerou o Exame de Ordem como obrigatório para os quadros da advocacia.
No dia 17 de abril de 1995, a antiga Fundação Pedroso Horta, instituída pelo Movimento Democrático Brasileiro (MDB), foi rebatizada e passou a se chamar Fundação Ulysses Guimarães, em homenagem ao líder político, que partilhava dos mesmos ideais e valores da Fundação.

## Morte

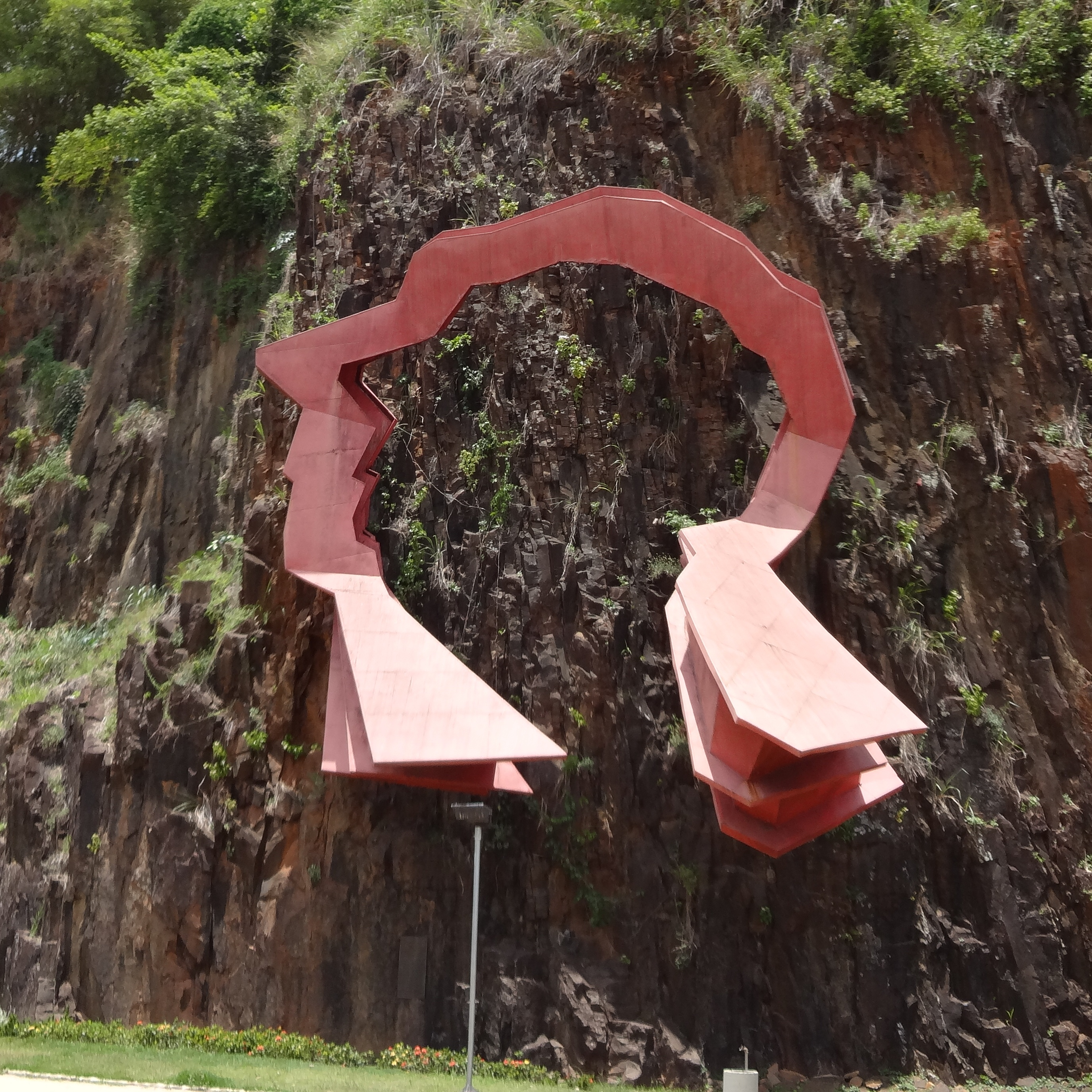
Memorial Ulysses Guimarães em Campinas

Morreu em acidente aéreo de helicóptero, ao largo de Angra dos Reis, no Rio de Janeiro, em 12 de outubro de 1992, junto à esposa D. Mora, o ex-senador Severo Gomes, a esposa deste e o piloto. Dos 5 mortos neste acidente o corpo de Ulysses Guimarães foi o único que nunca foi encontrado.

## Inscrito no Panteão dos Heróis da Pátria
Seu nome foi inscrito no Panteão dos Heróis da Pátria Brasileira pela lei federal nº. 13 815, de 24 de abril de 2019.

## Publicações
- Vida Exemplar de Prudente de Morais, 1940
- Navegar é preciso, Viver não é preciso, 1973
- Socialização do Direito, 1978
- Esperança e Mudança, 1982
- Tentativa, 1983
- Diretas Já, 1984
- PT Saudações, 1988
- Da Fé fiz Companheira, 1989
- Ou Mudamos ou seremos Mudados, 1991
- Parlamentarismo – Além de ser mais forte, substitui um regime fraco, fevereiro de 1992.